# Evangelisch-altreformierte Kirche (Bunde)

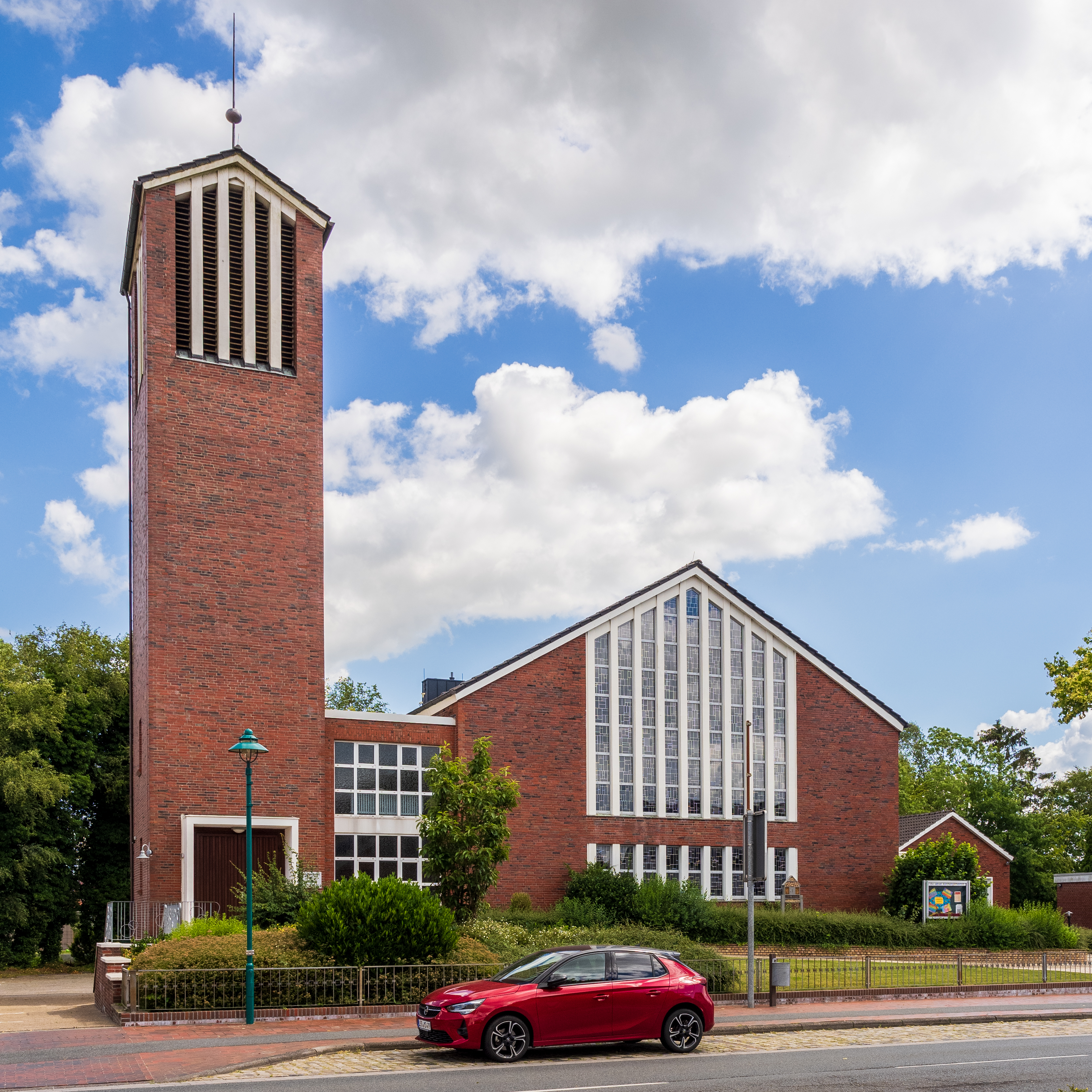
Südwest- und Straßenseite

Die Evangelisch-altreformierte Kirche in Bunde ist das größte Kirchengebäude der Evangelisch-altreformierten Kirche in Ostfriesland. Sie wurde 1965 im Stil der klassischen Moderne errichtet.

## Geschichte und Baubeschreibung

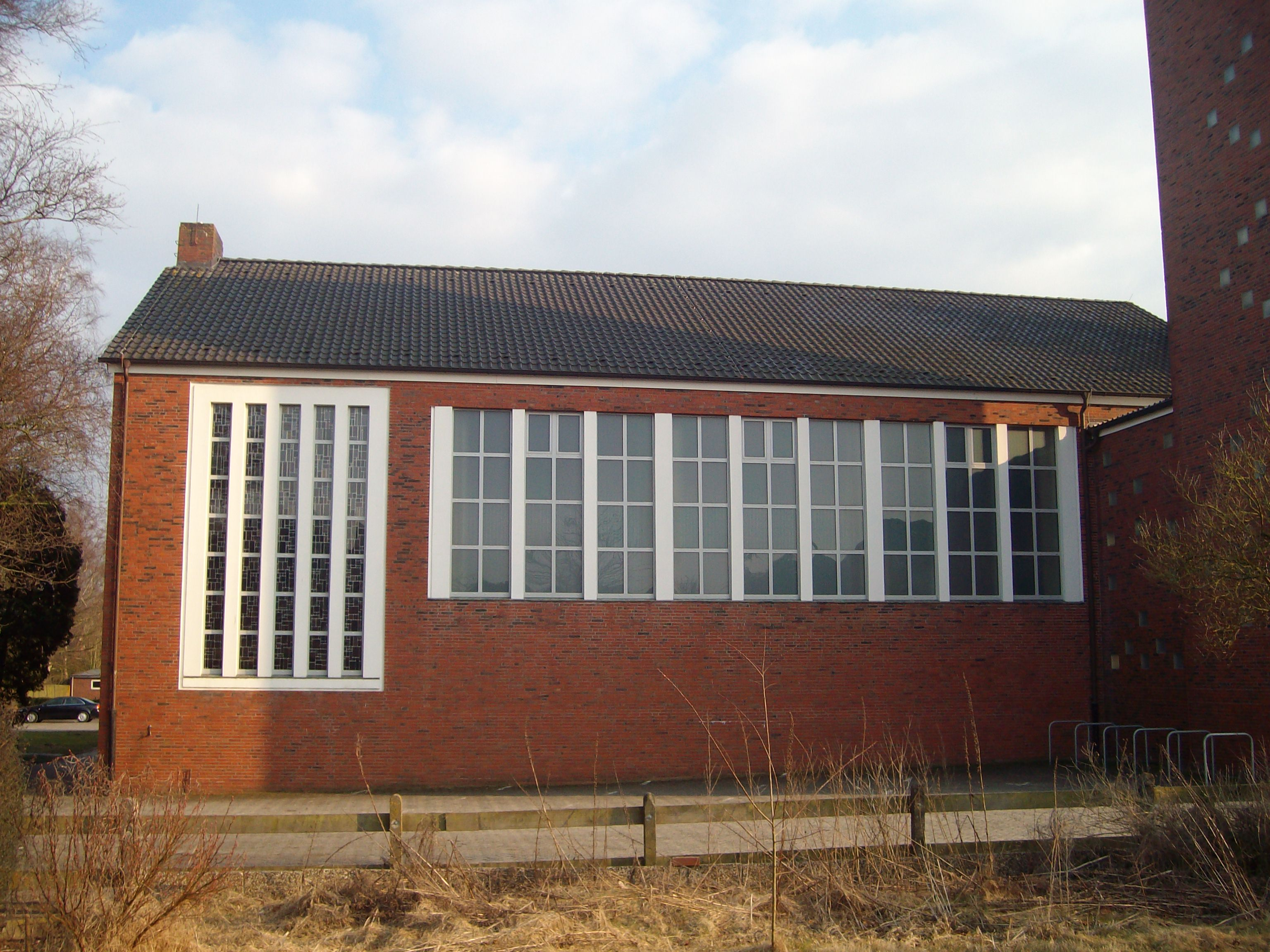
Nordwestseite der Kirche

Bereits ab 1835 fanden altreformierte Versammlungen in Privathäusern statt, die ab 1840 die reformierte Landeskirche verließen. Auslöser dieser Abspaltungsbewegung war Hendrik de Cock, der 1835 im niederländischen Hoogezand und 1837 in Stapelmoorerheide und anderen Orten im Rheiderland als Prediger auftrat und eine Rückkehr zu den alten reformierten Glaubensgrundsätzen forderte. Um 1850 hielt Geerd Kramer (* 15. Juli 1828 in Bunderhee; † 23. Januar 1915 in Monster (Niederlande)), Prediger aus Veldhausen, „Bet- und Vortragsstunden“ in einer Stroh gedeckten Scheune. Am 7. Mai 1858 gründete Kramer die Bunder altreformierte Gemeinde mit 28 Personen. An der Stelle der hölzernen Scheune wurde 1859 ein erstes Kirchengebäude errichtet, das bereits im folgenden Jahr durch einen Sturm zerstört wurde. Im Jahr 1862 berief die Gemeinde Frans Michel Penning (* 23. April 1818 in Möhlenwarf; † 19. Juni 1869 in Bunde) zu ihrem ersten Pastoren. Sein Sohn Louwrens Penning trat als niederländischer Schriftsteller hervor. 1863 hatte die Gemeinde um 100 Mitglieder, 1871 knapp 200, 1880 etwa 220 und 1907 zwischen 200 und 250. 1870 erfolgte der Bau einer zweiten Kirche an der Weenerstraße, ein schlichter Saalbau mit rundbogigen Fenstern, der etwa 300 Personen einen Sitzplatz bot. Da die altreformierte Kirche zunächst nicht anerkannt war und es zu Repressionen durch Behörden und die Reformierte Kirche kam, wanderten 65 Mitglieder in den 1860er bis 1890er Jahren in die USA aus.
Ab 1955 bestanden Überlegungen zu einem Kirchenneubau, der in den Jahren 1962 bis 1965 nach Plänen des Architekten Bochmann aus Loga verwirklicht wurde. Um in der Übergangszeit weiterhin Gottesdienste anhalten zu können, fand die neue Kirche hinter der alten ihren Bauplatz. Bei der Einweihung am 17. Oktober 1965 erhielt die Kirche aufgrund des Predigttextes aus 1 Sam 7,12  den Namen Eben-Ezer-Kirche. Die Kosten für das Gebäude betrugen 524.495,93 DM. Die alte Kirche wurde anschließend abgebrochen, sodass die Sicht auf das neue Gotteshaus freigegeben war.
In den Jahren 1972 bis 1976 wurden die Gemeinderäume umfassend erweitert. Die beiden Glocken stiftete ein Gemeindeglied. 1995 wurde das Dach und 2005/06 Kirche und Turm saniert.
Am 31. Dezember 2021 hatte die Gemeinde 342 Mitglieder.

## Baubeschreibung

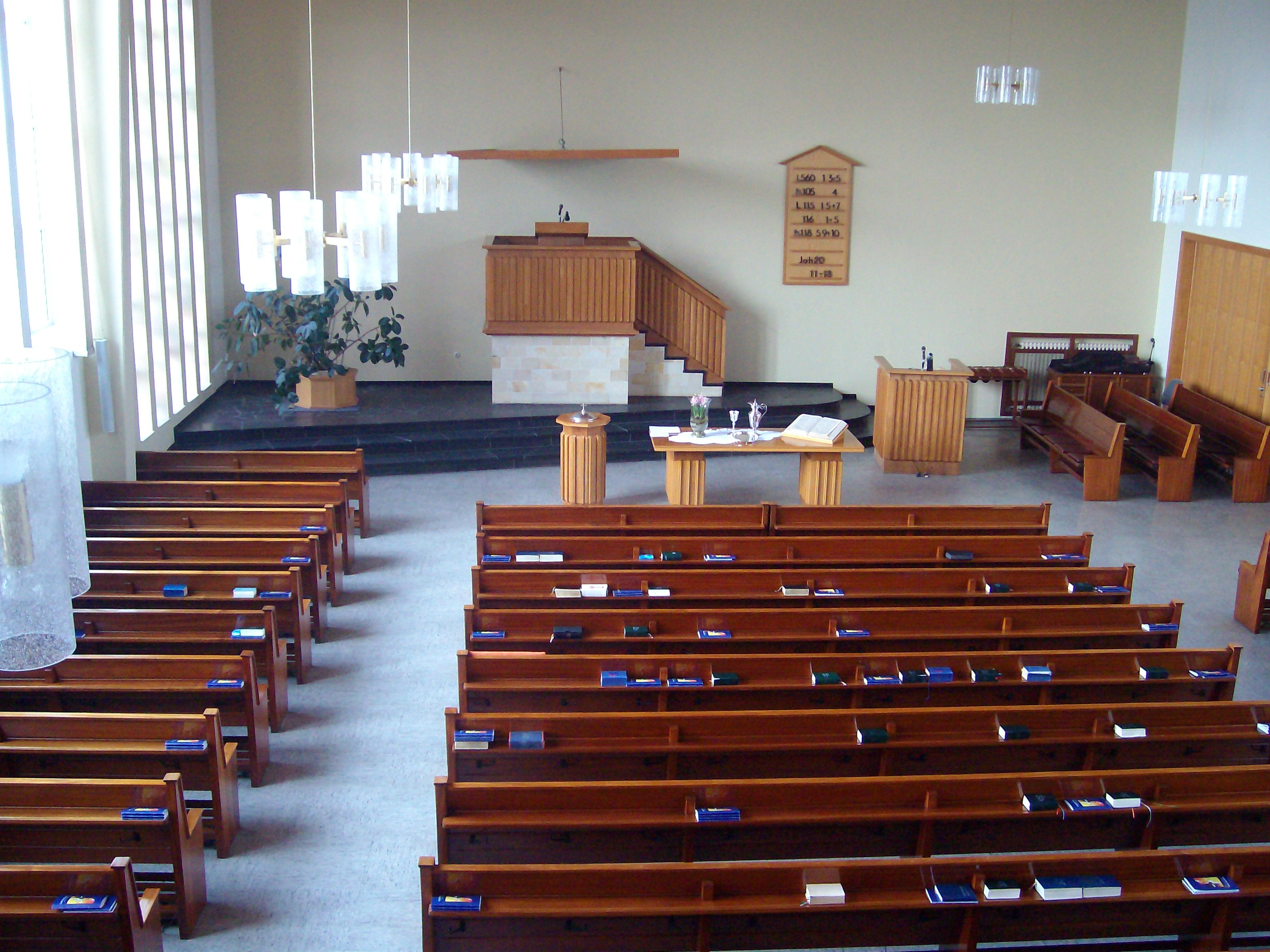
Schlicht gestalteter Innenraum

Die nicht-geostete Kirche ist ein Saalbau im Stil der klassischen Moderne, der von einem Satteldach abgeschlossen wird. An der westlichen Ecke ist ein hoher Glockenturm errichtet, der zugleich als Eingang dient und ein flaches Satteldach trägt. Ein kleiner flacher Anbau, der als Windfang und Treppenhaus zur Empore dient, verbindet den Glockenturm mit dem Kirchenschiff. Die Glocken wurden 1978 gegossen und wiegen 873 kg (in Fis gestimmt) und 518 kg (in A gestimmt).
An der Straßenseite im Südwesten ist im mittleren Bereich ein fünfeckiges weißes Feld mit neun schmalen Fenstern in Buntglas angebracht, das hoch bis in den Giebel reicht. Die Fenster an den beiden Langseiten sind farblos. An der Nordwestseite befinden sich in halber Höhe schlichte rechteckige Fenster, die zur Nordecke hin weiter nach unten reichen und dort ebenfalls in ein weißes Feld eingebunden sind. Während an der Südostseite hochsitzende Fenster den Innenraum erhellen, ist die Nordostseite, an der die Kanzel steht, fensterlos.

## Innenausstattung

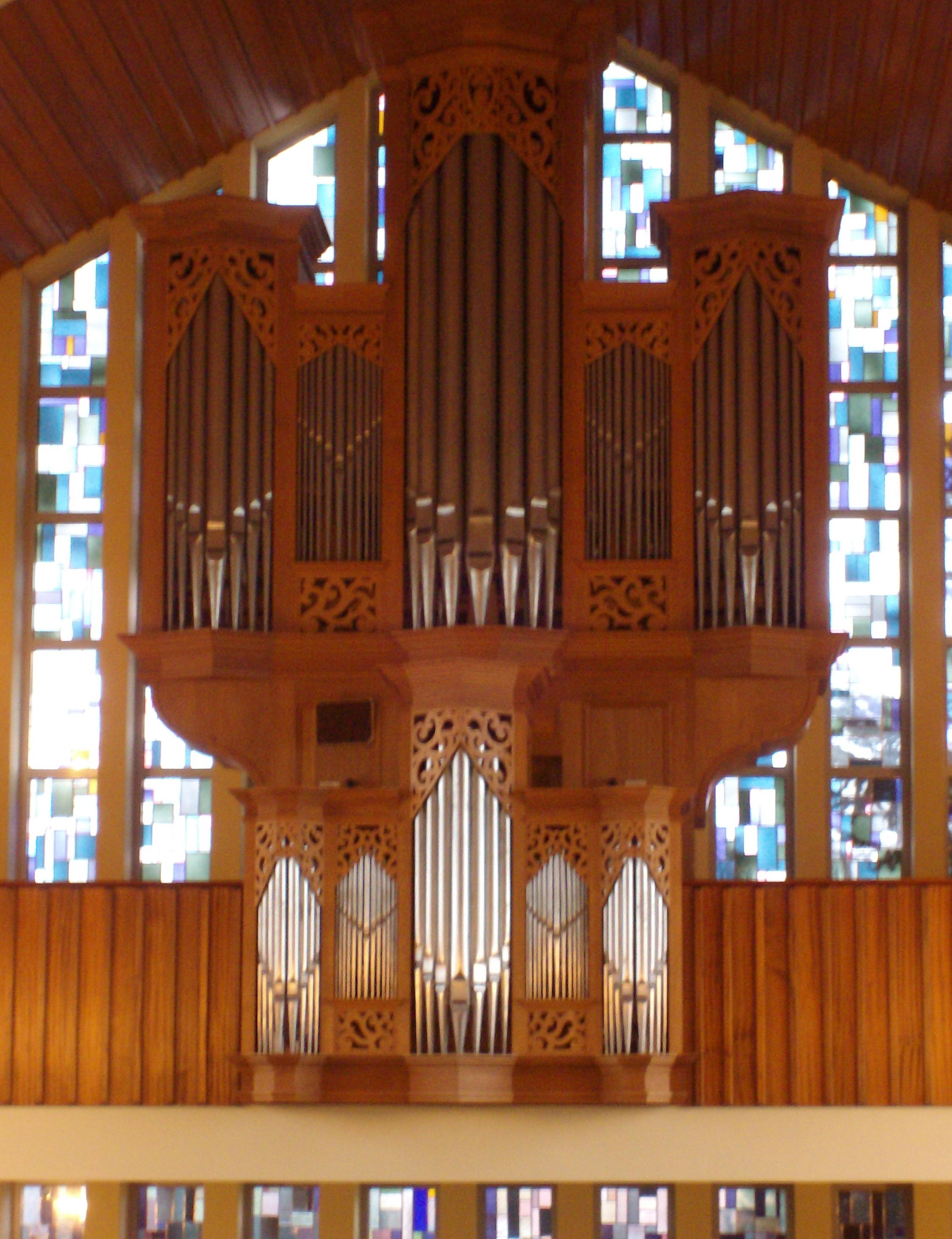
Führer-Orgel von 1980

Die spitze Decke wird durch mehrere fünfeckige Betonpfeiler getragen und ist hölzern vertäfelt. Der Innenraum ist entsprechend reformierter Tradition schlicht gestaltet und weist kein Kreuz auf. Es überwiegen holzsichtige Farben. An der Südwestseite ist eine Empore eingezogen, auf der die Orgel angebracht ist. Die hölzerne Kanzel mit trapezförmigem Schalldeckel ruht auf einem hellen, steinernen Sockel. Sie ist nicht mittig, sondern entsprechend dem Goldenen Schnitt an der Nordostwand angebracht. Der Kanzelbereich ist um drei Stufen aus dunklem Stein erhöht. Rechts davon stehen ein Lesepult aus Holz und Bänke, vor der Kanzel ein Taufbecken und ein Tisch. Das Gestühl, das zwei Durchgänge freilässt, ist mahagonifarben gefasst.
Das silberne Abendmahlsgeschirr wurde 1894 gestiftet. Die alte Kanzelbibel fand in der neuen Kirche ihren Platz.
Die Orgel aus dem Vorgängerbau, die 1923 von der Firma Paul Faust mit fünf Registern geliefert worden war, wurde 1946/1947 als erster Nachkriegsbau in Ostfriesland von Paul Ott auf 13 Stimmen erweitert. Das Instrument wurde 1965 in das neue Gebäude umgesetzt und versah dort weitere 14 Jahre seinen Dienst, bis es völlig abgängig war. 1979/1980 errichtete die Orgelbaufirma Alfred Führer unter der Leitung von Fritz Schild ein neues Werk. Die Orgel der altreformierten Kirche mit 13 Registern auf zwei Manualen und Pedal ist aufgrund ihres Modellcharakters für die Begleitung des Gemeindegesanges von überregionaler Bedeutung.